# XI. Armee-Korps (Deutsches Kaiserreich)
Das XI. Armee-Korps war Großverband der Preußischen Armee von 1866 bis 1919.

## Geschichte
Der Großverband wurde nach dem Deutschen Krieg am 11. Oktober 1866 errichtet und hatte sein Generalkommando in Kassel. Sein Verwaltungsbereich umfasste im Wesentlichen die neu gegründete preußische Provinz Hessen-Nassau und die thüringischen Fürstentümer. Das großherzoglich hessische Kontingent trat zum neu gegründeten Korps.

### Deutsch-Französischer Krieg

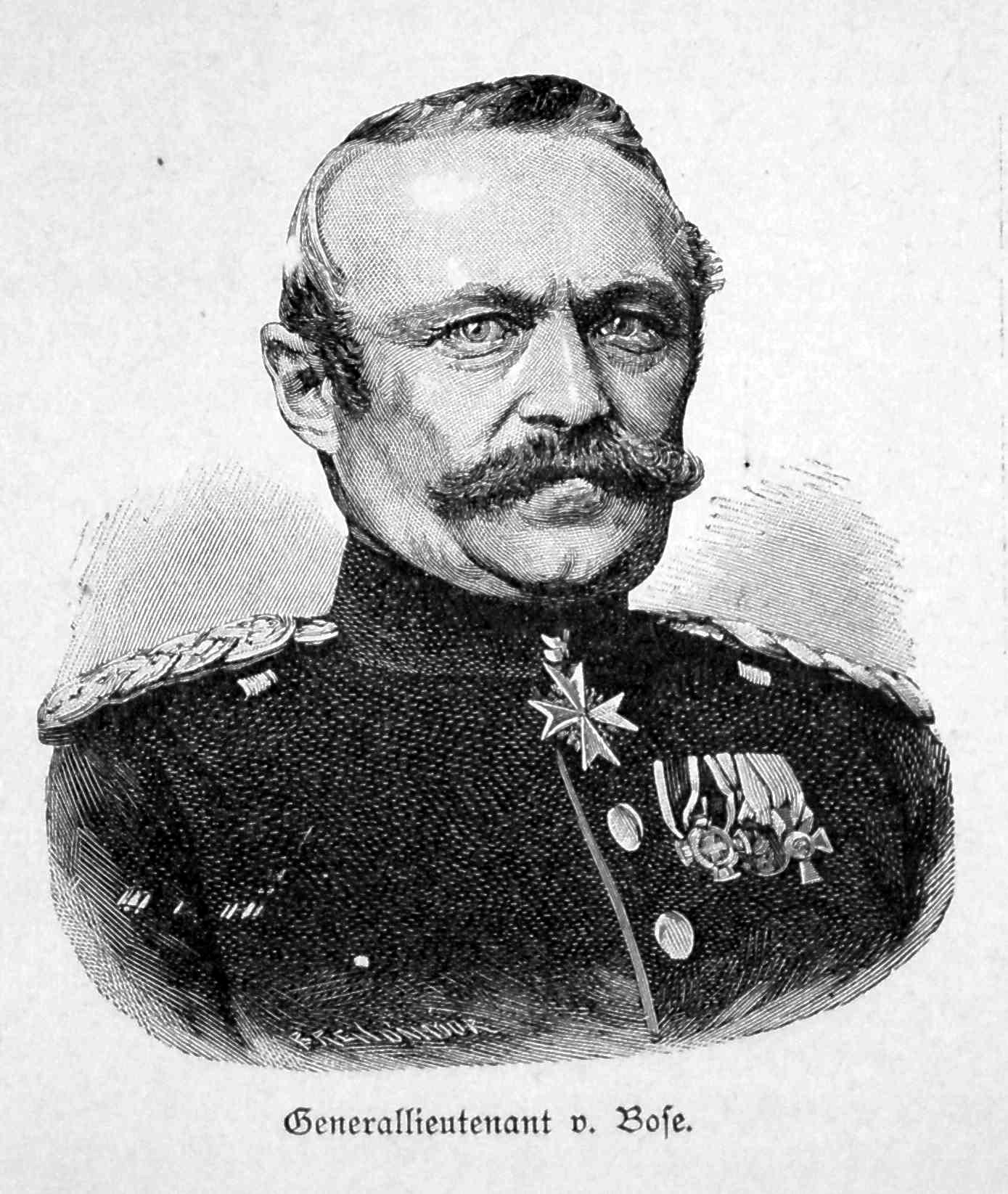
Generalleutnant Julius von Bose

Im Deutsch-Französischen Krieg 1870/71 unterstand das Korps (21. und 22. Division) der hauptsächlich aus süddeutschen Truppenteilen bestehenden 3. Armee unter Oberbefehl des Kronprinzen von Preußen. Seit 18. Juli 1870 war Generalleutnant von Bose der Kommandierende General des Korps, das sich bis zum 27. Juli in Germersheim versammelte. Als Chef des Generalstabes fungierte Oberst Oskar Stein von Kaminski. Am 4. August 1870 durchschritt das Korps den Bienwald, während nördlicher der rechte Nachbar, das V. Armee-Korps (Generalleutnant Hugo von Kirchbach) die Befestigungen der Weißenburger Linien bei Altenstadt zu durchdringen suchte. Am gleichen Tag folgte das Treffen von Weißenburg, wo das Vorgehen Boses durch den Niederwald gegen die rechte Flanke des französischen Korps Douay die Entscheidung brachte.
Am 5. August marschierte das Korps weiter auf Sulz, dahinter folgte das Korps Werder (Badener und Württemberger) auf Aschbach nach. Das V. Armee-Korps erreichte verspätet Preuschdorf, weil das XI. Armee-Korps auf derselben Straße in Richtung auf Wörth vorging. Am 6. August traf das Bayerische II. Armee-Korps (General der Infanterie Hartmann) bei Langensulzbach auf den Feind und leitete die Schlacht bei Wörth ein. Das XI. Armee-Korps griff mit der 41. Brigade (Oberst Hermann von Koblinski) beim Dorf Gunstett am linken Flügel des bereits mit den Franzosen ringenden V. Armee-Korps in den Kampf ein. Die 22. Division unter Führung von Generalleutnant von Gersdorff wurde zur Umfassung des rechten Flügels des Gegners über Morsbronn angesetzt. Die 42. Infanterie-Brigade (Generalmajor von Thiele) der 21. Division (Generalleutnant von Schachtmeyer) überschritt die Sauer bei Spachbach, die 43. Infanterie-Brigade (Oberst Hermann von Kontzki) überschritt diese bei Bruchmühle nahe Gunstett. Die 44. Infanterie-Brigade (Generalmajor von Schkopp) stürmte das Dorf Morsbrunn. Der ganze Saum des Niederwaldes geriet nach und nach in die Hände des XI. Armee-Korps. General von Bose ließ die gesamte Artillerie auf das linke Ufer der Sauer nachziehen, um den Angriff des V. Armee-Korps auf Fröschweiler zu unterstützen. Beim Angriff auf Elsaßhausen fiel der Kommandeur des Infanterie-Regiments Nr. 88, Oberst Köhn von Jaski. General von Bose wurde zum zweiten Mal schwer verwundet, sein Chef des Stabes verlor ein Pferd unter sich, die Führung des Armee-Korps im Gefecht übernahm vertretungsweise Generalmajor von Schkopp. Erst als sich die doppelte Umfassung abzeichnete, befahl der französische Marschal Mac-Mahon den Rückzug über Niederbronn auf Zabern, das vom nachfolgenden XI. Armee-Korps nach einem gewährten Ruhetag, erst am 8. August erreicht wurde. Eine schwere Verwundung zwang Bose zur Rückkehr nach Hannover. Nachdem die Fühlung zum Feind verloren gegangen war, übernahm die 4. Kavallerie-Division unter Prinz Albrecht von Preußen die Aufklärung bis zur Saar. Das XI. Armee-Korps, welches jetzt von General von Gersdorff kommandiert wurde, erreichte am 12. August die Festung Pfalzburg, konnte deren Übergabe aber nicht erreichen und wurde für den Weitermarsch vom nachrückenden VI. Armee-Korps freigemacht. Das weitere Vorgehen erfolgte über Nancy zur Maas, das Korps erreichte am 21. August mit der württembergischen Division Gondrecourt.

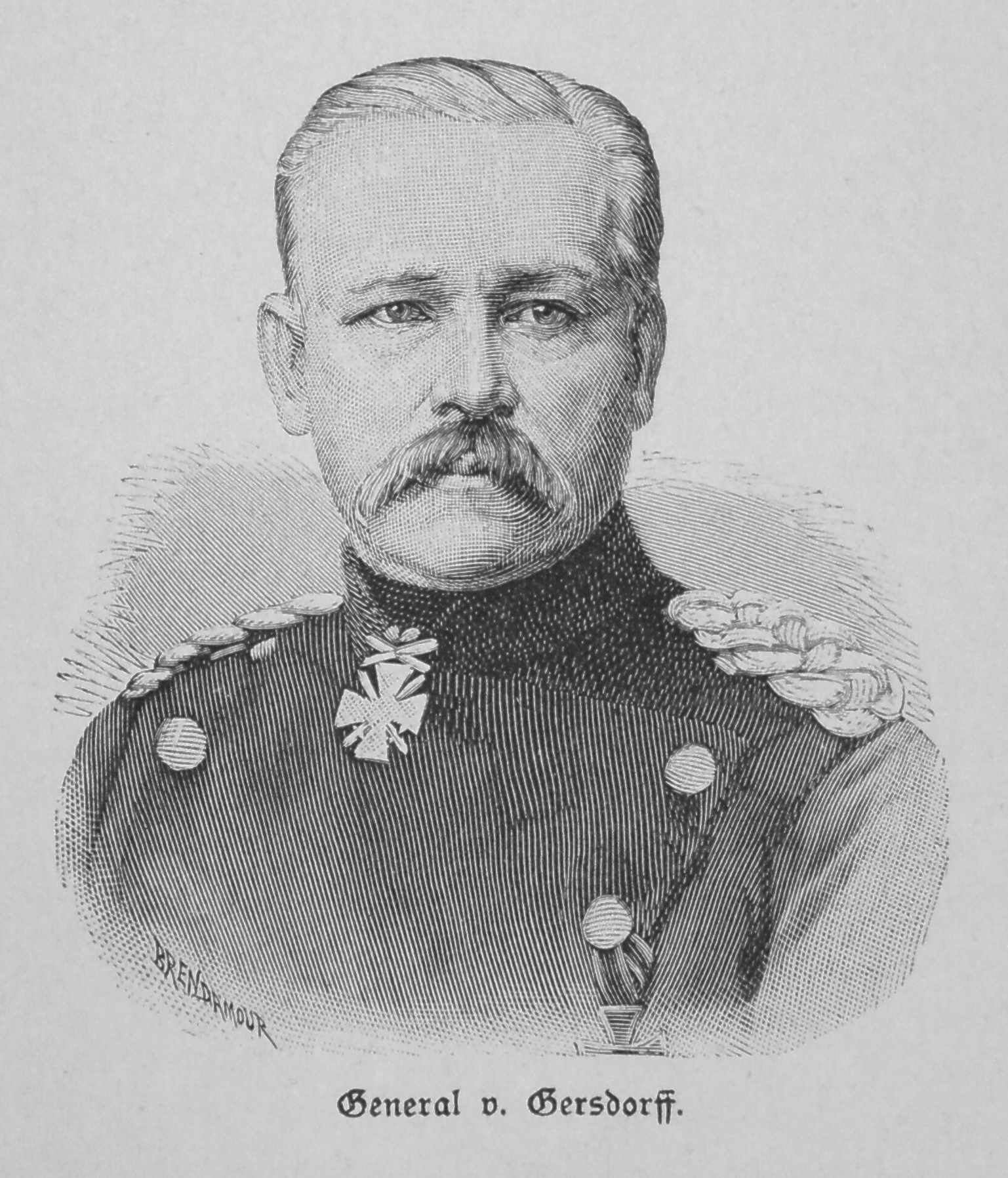
General Hermann von Gersdorff

Am 25. August standen Gersdorff Truppen südlich von Vitry an der Marne und mussten dem V. Armee-Korps folgend eine Rechtsschwenkung nach Norden in Richtung auf Sainte-Menehould vollziehen. Ziel der deutschen 3. Armee war das Abdrängen der französischen Armee Mac-Mahon an die belgische Grenze. Am 31. August hatte das XI. Armee-Korps Donchery an der Maas besetzt und kontrollierte damit das rechte Maasufer und die Eisenbahnlinie nach Mezieres. Zusammen mit dem V. Armee-Korps (Kirchbach) sollte ein allgemeiner Durchbruch der Franzosen nach Westen verhindert werden, während die Garde und die bayerischen Korps samt der Maasarmee den Feind im Osten festhalten sollten. Am 1. September musste das XI. und V. Armee-Korps vom Westen her entlang der Maas nach Norden umfassend in die Schlacht bei Sedan eingreifen. Der Angriff erfolgte gegen St. Menges und Fleigneux, die Sicherung der Maas nach Mezieres wurde der Württembergischen Felddivision unter General von Obernitz überlassen. Beim Kampf um das Dorf Floing wurde Generalleutnant von Gersdorff tödlich verwundet. Während die 3. Armee nach der französischen Kapitulation bei Sedan sofort nach Paris abrückte, überwachten das XI. Armee-Korps und das Bayerische I. Armee-Korps die Abführung der Gefangenen und folgten erst Ende September nach. Das XI. Armee-Korps bezog unter dem stellvertretenden Kommandeur von Schachtmeyer mit der 21. Division Stellung zwischen Meudon und Sèvres und verstärkte den Einschließungsring des belagerten Paris. Die 22. Division unter General von Wittich und das bayerische Korps wurde aber zur Sicherung an die untere Loire abgezweigt.
Auf dem Truppenübungsplatz im Norden der thüringischen Kleinstadt Ohrdruf wurden im Frieden die Manöver mit jährlich etwa 8.000 Soldaten abgehalten. Während des Ersten Weltkrieges wurde das Lager für die Unterbringung von 20.000 Kriegsgefangenen genutzt.

### Erster Weltkrieg
Bis zum Beginn des Ersten Weltkriegs war das XI. Armee-Korps der VI. Armee-Inspektion unterstellt. Nach der Mobilmachung trat es unter dem Kommandierenden General von Plüskow im Westen unter den Befehl der 3. Armee. Nach dem Ende der Belagerung von Namur wurde das Korps mit der 22. (Generalleutnant Dieffenbach) und 38. Infanterie-Division (Generalleutnant Ernst Wagner) an die Ostfront verlegt. Das Korps bewährte sich im September 1914 im Verband der 8. Armee in der Schlacht an den Masurischen Seen und griff auf die Linie Korschen-Nordenburg an. Daran schloss sich bis Ende Oktober der Feldzug in Südpolen an, wobei das Korps im Verband der an der schlesischen Grenze aufmarschierenden 9. Armee zusammen mit dem Garde-Reserve-Korps die Verbindung zu der auf Sandomir operierenden k.u.k. 1. Armee hielt. Nach der Einnahme von Opatow am 4. Oktober stieß das Korps auf Iwangorod und nördlicher zur Weichsel vor. Nach der russischen Gegenoffensive wurde der Rückzug an die schlesische Grenze notwendig, das Korps wurde zu einem neuen Angriff der 9. Armee nach Thorn abtransportiert. Nach der in der Operationsführung sich Ende November 1914 wechselhaft verlaufenden Schlacht um Łódź konnte die wichtige Industriestadt zusammen mit dem XVII. Armee-Korps trotz schwerer Verluste schließlich im Ringen mit der russischen 2. Armee am 6. Dezember eingenommen werden.

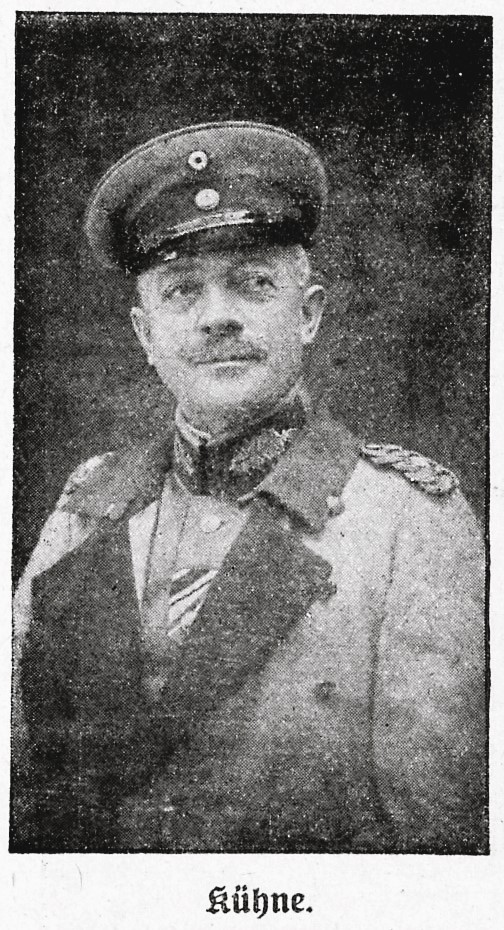
General Viktor Kühne

Im Januar 1915 schob das Korps seine Front nach Rawa vor und hielt zusammen mit dem XX. Armee-Korps die Rawka. Bis Anfang Juli 1915 lag das Korps in Stellungskämpfen an der Bzura, verlegte dann nördlicher und nahm bei der Armeegruppe Gallwitz zwischen 13. und 15. Juli 1915 mit der 38. und 86. Infanterie-Division an der Narew-Offensive teil. Als Verstärkung stand die über Mława herangeführte 50. Reserve-Division zum Nachstoßen bereit. Bereits am 13. Juli wurde die Kleinstadt Grudusk genommen. Im weiteren Verlauf dieser Offensive stieß das Korps zum Narew vor und eroberte am 24. Juli Pułtusk, bevor das Korpskommando Ende 1915 wieder an die Westfront zurückkehrte. Im Kriegsjahr 1916 stand das Korps am rechten Flügel der 7. Armee zwischen Chauny-Nampcel im Stellungskrieg.
Am 13. März 1917 wurde Generalleutnant Kühne Kommandierender General des während der Alberich-Bewegung aus dem Raum nordwestlich von Soissons zurückgenommenen Korps. Das Korps gab dabei die Linie zwischen Carlepont–Autrêches–Nouvron auf, räumte auch Coucy und bezog die neue Linie zwischen St. Gobain–Brancourt–Vauxaillon–Laffaux-Ecke bis Conde. Ende März waren dem Korps die 211. und 222. Infanterie-Division und die 25. Landwehr-Division unterstellt. Zwischen 10. April und 9. August 1917 wurde das Korps als Gruppe „Vailly“ bezeichnet und bewährte sich in der zweiten Aisneschlacht. Zwischen 2. September und 1. November 1917 wurde das Korps nach seiner Verlegung zur Heeresgruppe „Gallwitz“ in den Raum Verdun nach seinem neuen Standort als Gruppe „Ornes“ bezeichnet. Zwischen 21. November 1917 bis zum 6. Januar 1918 wurde das Korpskommando als „Maasgruppe Ost“ bezeichnet.
Während der deutschen Frühjahrsoffensive bildete das Korps im Raum westlich Cambrai den linken Flügel der 17. Armee und hatte die 119. Infanterie-Division, die 24. und die 53. Reserve-Division unterstellt bekommen.
Während der Schlacht bei Amiens am 8. August 1918, den Schwarzen Tag des deutschen Heeres, lag das Korps zusammen mit dem Generalkommando 51 im Hauptangriffsfeld der britischen 4. Armee. Der Durchbruch der Australier bei der 13. und 41. Infanterie-Division beiderseits von Villers-Bretonneux leitete die deutschen Rückzugskämpfe an der Somme ein, Ende August 1918  ging im Abschnitt des XI. Korps die Stadt Péronne verloren.

## Gliederung
Dem Korps unterstanden mit letztem Friedensstand 1914:
- 22. Division in Kassel
- Kurhessisches Jäger-Bataillon Nr. 11 in Marburg
- Kurhessisches Pionier-Bataillon Nr. 11 in Hannoversch-Münden
- Kurhessische Train-Abteilung Nr. 11 in Kassel
- Invalidenhaus in Carlshafen

- 38. Division in Erfurt
- Thüringisches Fußartillerie-Regiment Nr. 18 in Niederzwehren (vorläufig Mainz und Schießplatz Wahn)
- 6. Thüringisches Infanterie-Regiment Nr. 95, in Coburg

## Kommandierender General
Das Generalkommando als Kommandobehörde des Korps stand unter der Führung des Kommandierenden Generals.
| Dienstgrad                             | Name                          | Datum                                                         |
| -------------------------------------- | ----------------------------- | ------------------------------------------------------------- |
| General der Infanterie                 | Heinrich von Plonski          | 30. Oktober 1866 bis 17. Juli 1870                            |
| General der Infanterie                 | Julius von Bose               | 18. Juli bis 6. August 1870                                   |
| General der Infanterie                 | Heinrich von Plonski          | 07. August 1870 bis 7. Januar 1871                            |
| General der Infanterie                 | Julius von Bose               | 08. Januar 1871 bis 5. April 1880                             |
| General der Kavallerie                 | Ludwig von Schlotheim         | 06. April 1880 bis 21. März 1889                              |
| General der Infanterie                 | Wilhelm von Grolman           | 22. März 1889 bis 10. August 1892                             |
| General der Infanterie                 | Adolf von Wittich             | 11. August 1892 bis 23. April 1904                            |
| Generalleutnant/General der Infanterie | Wilhelm von Linde             | 24. April 1904 bis 23. September 1906                         |
| General der Kavallerie                 | Albrecht von Württemberg      | 24. September 1906 bis 24. Februar 1908                       |
| General der Infanterie                 | Reinhard von Scheffer-Boyadel | 25. Februar 1908 bis 31. Dezember 1913                        |
| Generalleutnant                        | Otto von Plüskow              | 01. Januar bis 16. Februar 1914 (mit der Führung beauftragt)  |
| Generalleutnant/General der Infanterie | Otto von Plüskow              | 17. Februar 1914 bis 12. März 1917                            |
| Generalleutnant                        | Viktor Kühne                  | 13. März bis 26. August 1917                                  |
| General der Infanterie                 | Franz von Soden               | 27. August bis 16. November 1917 (mit der Führung beauftragt) |
| General der Infanterie                 | Viktor Kühne                  | 17. November 1917 bis 30. September 1919                      |